# Castle Rock (Colorado)
Castle Rock es un pueblo del condado de Douglas en el estado estadounidense de Colorado. En el año 2000 tenía una población de 44 369 habitantes y una densidad de 247,1 personas por km².

## Geografía
Castle Rock se encuentra ubicado en las coordenadas 39°22′20″N 104°51′22″O / 39.37222, -104.85611.

## Demografía
Según la Oficina del Censo en 2000 los ingresos medios por hogar en la localidad eran de $69 138, y los ingresos medios por familia eran $72 563. Los hombres tenían unos ingresos medios de $47 626 frente a los $32 328 para las mujeres. La renta per cápita para la localidad era de $26 760. Alrededor del 3,6% de la población estaba por debajo del umbral de pobreza.